# Max Fleischmann (Politiker)

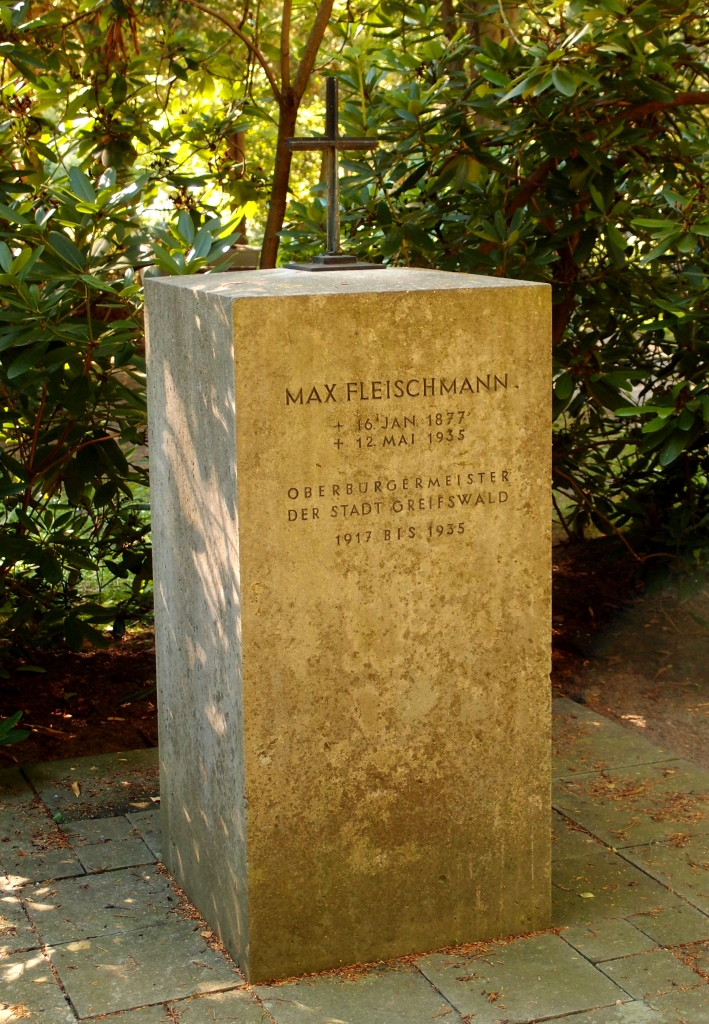
Grab von Max Fleischmann auf dem Alten Friedhof in Greifswald.

Max Fleischmann  (* 16. Januar 1877 in Spaniershammer, Kr. Lobenstein; † 12. Mai 1935 in Greifswald) war ein deutscher Jurist, Politiker und Bürgermeister von Greifswald.

## Leben
Max Fleischmann besuchte die Volksschule in Saaldorf, Landratsamt Schleiz, und die Gymnasien in Schleiz und Gera. An den Universitäten Freiburg im Breisgau, Berlin und Jena studierte er Rechtswissenschaften und Volkswirtschaft. Während seines Studiums wurde er 1899 Mitglied der Burschenschaft Teutonia Freiburg. Von 1911 bis 1917 war er Ratsherr und stellvertretender Bürgermeister, von 1917 bis 1920 Bürgermeister und von 1920 bis 1935 Oberbürgermeister der Stadt Greifswald. Er repräsentierte die Stadt als Mitglied des Provinziallandtags der Provinz Pommern und Mitglied des Preußischen Herrenhauses.

## Wirken
Fleischmanns Verdienste liegen in der Erarbeitung einer Stadtentwicklungskonzeption und eines Bebauungsplanes. Er förderte die Universität durch den Geländetausch zum Bau von Kliniken (Hals-Nasen-Ohren-Klinik, Hautklinik, Klinik für Urologie und Radiologie). Er initiierte den Mietwohnbau, den Bau der Obstbaum- und Stadtrandsiedlung sowie den Bau des Volksstadions und die Einrichtung des Heimatmuseums. 
Die Universität Greifswald ernannt ihn 1927 zum Ehrensenator. 1935 wurde eine Straße bei den genannten Kliniken nach ihm benannt.